# جدانيفكا
زهدانيفكا (Жданівка) هي مدينة في أوبلاست دونيتسك في أوكرانيا.
يبلغ عدد سكانها حوالي 12710 نسمة.